# 豪尔赫·加瓦霍萨

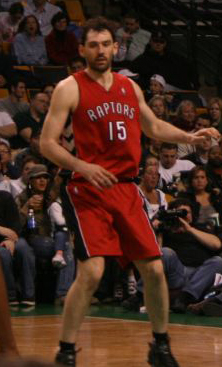
豪尔赫·加瓦霍萨

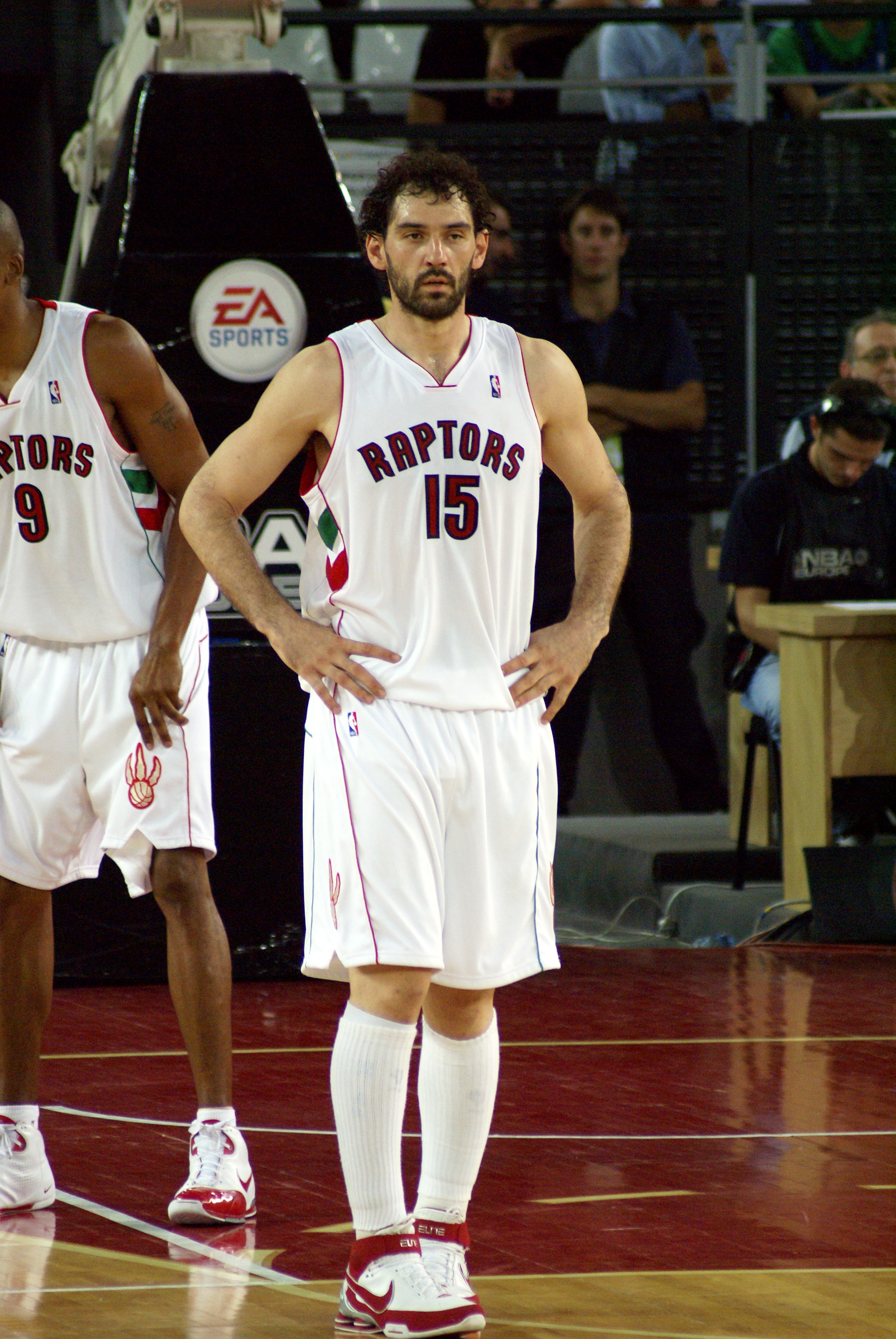
豪尔赫·加瓦霍萨

小豪尔赫·加瓦霍萨·查帕罗（西班牙語：Jorge Garbajosa Chaparro Jr.，1977年12月19日—），西班牙职业篮球运动员。他身高2.06米，场上司职大前锋或小前锋，身穿15号球衣。
加瓦霍萨出生于马德里，1995年成为职业运动员，加入TAU篮球俱乐部，2000年转投意大利特雷维索篮球俱乐部，2004年回国加入马拉加篮球俱乐部。在此期间，贾巴尤萨代表西班牙国家男子篮球队出战了2000年夏季奥林匹克运动会和2004年夏季奥林匹克运动会。
2006年7月，加瓦霍萨与多伦多猛龙队签约三年，在前半个赛季，他成为猛龙队先发成员之一，并获得了2006年12月的月度最佳新人奖。但是，在2007年3月26日同波士顿凯尔特人队的比赛中，加瓦霍萨左腿严重受伤，被迫结束了他的NBA处子赛季。在赛季后，他同队友安德里亚·巴格纳尼一同入选了最佳新秀阵容。
2006年9月3日，加瓦霍萨在世界篮球锦标赛决赛中发挥出色，率领西班牙队在缺少核心保罗·加索尔的情况下击败希腊国家男子篮球队，夺得世界冠军。